# Camp de Borja
|  | Aquest article tracta sobre la comarca. Si cerqueu la denominació vinícola, vegeu «Campo de Borja (DO)». |

El Camp de Borja és una de les comarques de l'Aragó.

## Llista de municipis
Agón, Ainzón, Alberit de Sant Joan, Albeta, Ambel, Bisimbre, Borja, Bulbuente, Bureta, Fréscano, Fuendejalón, Magallón, Maleján, Mallén, Novillas, Pozuelo de Aragón, Tabuenca i Talamantes